# لارین هیل
لارین نوئل هیل (به انگلیسی: Lauryn Noel Hill) (زادهٔ ۲۵ مه ۱۹۷۵ در ساوت اورنج، نیوجرسی) خوانندهٔ آر اند بی، رپر، ترانه‌سرا، تهیه‌کننده و بازیگر آمریکایی است. او با دریافت ۵ جایزه گرمی در سال ۱۹۹۹، به همراه سه خواننده دیگر، رکورددار دریافت بیشترین جوایز گرمی خواننده زن در یک شب است.